# Zlaté Moravce
Zlaté Moravce é uma cidade da Eslováquia, situada no distrito de Zlaté Moravce, na região de Nitra. Tem 27,15 km² de área e sua população em 2018 foi estimada em 11.465 habitantes.

## Demografia
| Ano:        | 1994   | 2004    | 2014    | 2024   |
| ----------- | ------ | ------- | ------- | ------ |
| Broj ljudi: | 15 694 | 13 554  | 11 855  | 11 762 |
| Razlika:    |        | -13,63% | -12,53% | -0,78% |

| Ano:               | 2023   | 2024   |
| ------------------ | ------ | ------ |
| Número de pessoas: | 11 803 | 11 762 |
| Diferença:         |        | -0,34% |